# Disney Channel (États-Unis)
Disney Channel est la première chaîne de télévision du groupe Disney Channel, créée en 1983 et spécialisée dans les programmes pour la jeunesse par le biais de séries originales, films et autres programmes. Initialement axée sur les enfants, elle a depuis quelques années étendu sa tranche d'âge avec des programmes pour les préadolescents comme Hannah Montana.
Actuellement disponible sur le câble et la télévision par satellite, le réseau (network) fait partie de Disney-ABC Cable Network Group, une division de The Walt Disney Company. Le réseau est basé à Burbank en Californie et gère également DisneyChannel.com.
La chaîne a commencé à diffuser en haute définition le 19 mars 2008.

## Histoire

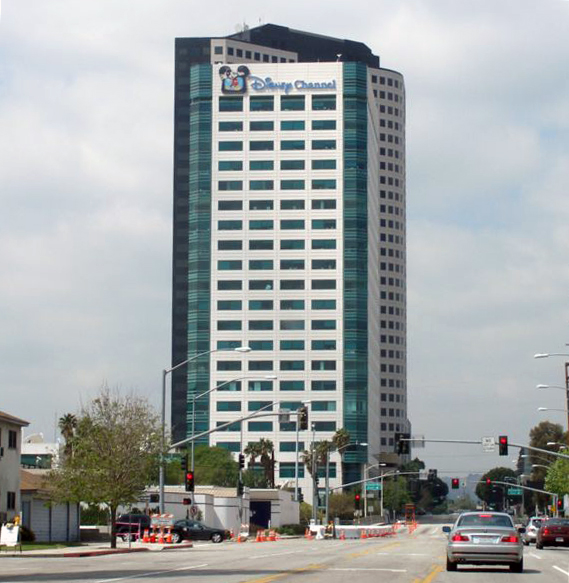
Siège de Disney Channel à Burbank

### Les débuts (1982-1997)
La société The Disney Channel a été créé en 1982 sous la direction de son premier président Alan Wagner. La chaîne émet pour la première fois le 18 avril 1983. À ce moment-là, The Disney Channel est une chaîne qui diffusait seulement pendant 18 heures par jour. Le premier programme diffusé fut un épisode des années 1950 du Mickey Mouse Club. Les premières série produitent par la chaîne ont été Good Morning, Mickey!, Les Aventures de Winnie l'ourson et You and Me Kid.
The Disney Channel en 1984 a reçu une mention spéciale du président des États-Unis Ronald Reagan. En décembre 1986, Disney Channel a commencé à diffuser ces programmes 24/24 heures. Pendant les premières années, The Disney Channel diffuse plusieurs programmes ne faisant pas partie de l'univers Disney comme Astérix, The Raccoons, et l'Ours Paddington. Le western australien Five Mile Creek était diffusé pendant cette période.
Au cours des années 1980, la chaîne a lancé quelques programmes qui devint plus tard culte. En 1986, la musique du sitcom Kids Incorporated est devenu un hit. Pendant 9 ans la série a fait découvrir des talents comme Stacy Ann Ferguson (alias Fergie des Black Eyed Peas), Jennifer Love Hewitt ou Scott Wolf.
En 1989 la chaîne lance All New Mickey Mouse Club basé sur le concept de la version de 1950, The Mickey Mouse Club. L'émission est enregistré au Disney-MGM Studios à Orlando devant un public et permet de faire découvrir Britney Spears, Justin Timberlake et Christina Aguilera.

### Zoog et Vault Disney (1997-2002)
En 1997, The Disney Channel supprime le The du nom et devient Disney Channel. Elle divise sa programmation en 3 blocs :
- Playhouse Disney : des programmes destinés aux jeunes enfants
- Vault Disney, diffusant les classiques Disney.
- Zoog Disney : des programmes pour les jeunes adolescents, diffusé l'après-midi.

Durant cette période le nombre de programme produit par la chaîne augmente, avec des séries comme Flash Forward en 1996 puis Jett Jackson, Aux frontières de l'étrange, Lizzie McGuire, Cool Attitude (The Proud Family), La Guerre des Stevens, Kim Possible et beaucoup d'autres.
En 2000 la chaîne adopte un nouveau logo et les zoogs reçoivent un nouveau design.
En septembre 2002 Vault Disney disparait et la chaîne transforme ces blocs de programmes en chaînes distinctes. Playhouse Disney devient une chaîne à part entière et Toon Disney est créé.

## Diffusion
- Satellite :
  - DirecTV : 290 (Côte est, SD/HD) / 291 (Côte ouest)
  - Dish Network : 172 (Est) / 173 (Ouest)
- Câble :
  - Verizon FiOs : 250 (SD) / 780 (HD)
  - AT&T U-Verse : 02 (Est) / 303 (Ouest), 1302(HD)

## Logos

Logo du 18 avril 1983 au 6 avril 1997
Logo du 6 avril 1997 au 7 octobre 2002
Logo du 7 octobre 2002 au 27 mai 2010
Logo du 27 mai 2010 au 22 mai 2014
Logo du 22 mai 2014 à février 2019
Logo de février 2019 à septembre 2024
Logo depuis septembre 2024